# 클로버 (음악 그룹)
클로버 (Clover)는 은지원, 미스터 타이푼, 길미로 이루어진 대한민국의 힙합 그룹이다. 2011년 결성되었으며, 은지원의 11년 만의 그룹 활동으로 화제를 빚었다. 

## 역사
은지원과 Mr. Tyfoon은 은지원의 4집에서 처음 인연을 맺었으며, 여기서 Sluse 등을 포함한 곡들에 작사와 피쳐링을 해주었다. 이때부터 은지원과 Mr. Tyfoon의 인연은 깊어져, 은지원의 Adios나 Mr. Tyfoon의 불타는 태양 등 서로가 서로의 곡에 피쳐링을 해주며 수많은 콜라보를 하였다. 한편으로, 은지원은 2009년 신생 기획사 GYM 엔터테인먼트의 음반제작자로 나섰으며, 그 첫 프로젝트로 길미의 음반을 제작하였다.
이후 2010년 11월 GYM 엔터테인먼트의 CEO로 임명 받은 은지원은 같은 회사 소속인 Mr. Tyfoon과 길미의 활동을 계속해서 전폭적으로 지원해주었다. 그리고 2011년 3월, 이 둘과 함께 그룹 클로버를 결성, 앨범 《Classic Over》을 발표하였다. 이는 은지원이 10년 만에 결성하는 그룹이라고 하여 화제가 되었다. 이들의 첫 싱글이었던 La Vida Loca는 과거 은지원과 Mr. Tyfoon이 해왔던 라틴 스타일의 힙합곡이었으며, 음원 차트에서 1위를 하고 미국 케이팝 사이트에 소개되는 등 호평을 받았다.
2011년 9월 29일 클로버는 두 번째 앨범을 작업 중이라 밝혔으며, 이에 앞서 디지털 싱글 《아는 오빠》를 발표하였다. 2012년 1월에는 제21회 서울가요대상에서 힙합상을 수상하였다.  2012년 8월 14일에 디지털 싱글 《돼지 국밥》을 발매했다. 이듬해인 2013년 11월 18일에는 디지털 싱글 《주르륵》을 발표하였다.
대표곡 : La Vida Loca, 〈아는 오빠〉, 〈돼지 국밥〉, 〈주르륵〉

## 구성원
- 은지원 (리더, 랩, 프로듀서) / 보이그룹 젝스키스 멤버의 리더)
- 미스터 타이푼 (랩, 작곡)
- 길미 (랩, 보컬, 작곡)

## 앨범
- 2011년 3월 31일 Classic Over 미니 앨범
- 2011년 9월 29일 《아는 오빠》 디지털 싱글
- 2012년 8월 14일 《돼지 국밥》디지털 싱글
- 2013년 11월 18일 《주르륵》 디지털 싱글

## 수상
- 2011년 제21회 서울가요대상 힙합상